# برونی سورین
برونی سورین (انگلیسی: Bruny Surin؛ زادهٔ ۱۲ ژوئیهٔ ۱۹۶۷) دونده اهل کانادا بود.
از افتخارات وی می‌توان به کسب مدال طلا دو ۴×۱۰۰ متر امدادی در بازی‌های المپیک تابستانی ۱۹۹۶ اشاره کرد.